# طارق علی
طارق علی (زادهٔ ۲۱ کتبر ۱۹۴۳) تاریخ‌نگار، رمان‌نویس، فیلم‌ساز و فعال سیاسی چپ‌گرای بریتانیایی-پاکستانی است.
وی، یکی از اعضای هیئت ویراستاران مجلهٔ New Left Review است.
طارق علی، کتاب‌های بسیاری در زمینهٔ تاریخ و سیاست، نوشته‌است. وی هم‌چنین، هفت رمان و تعدادی نمایش‌نامه به رشتهٔ تحریر درآورده است. از جملهٔ آثار او می‌توان به موارد زیر اشاره نمود:
- پاکستان: حکومت نظامی یا قدرت مردم (۱۹۷۰)
- برخورد بنیادگرایی‌ها (۲۰۰۲)
- بوش در بابِل (۲۰۰۳)
- گفتگوهایی با ادوارد سعید (۲۰۰۵)
- ایدهٔ کمونیسم (۲۰۰۹)